# Rajella bigelowi
Rajella bigelowi е вид акула от семейство Морски лисици (Rajidae). Видът не е застрашен от изчезване.

## Разпространение и местообитание
Разпространен е в Гвинея, Гренландия, Западна Сахара, Ирландия, Испания, Канада (Нова Скотия и Нюфаундленд), Мароко и САЩ (Вашингтон, Вирджиния, Върмонт, Мейн, Мериленд, Ню Йорк и Пенсилвания).
Обитава крайбрежията на морета. Среща се на дълбочина от 650 до 4118 m, при температура на водата от 2,5 до 6,5 °C и соленост 34,9 – 35,1 ‰.

## Описание
На дължина достигат до 55 cm.